# Чемпионат мира по трековым велогонкам 1932
Чемпионат мира по трековым велогонкам 1932 года прошел с 27 августа по 4 сентября в Риме (Италия). Соревнования проводились в двух дисциплинах — в спринте и в гонке за лидером для любителей и для профессионалов отдельно.

## Медалисты
Профессионалы
| Дисциплина       | Золото      | Серебро         | Бронза        |
| Спринт           | Джеф Шеренс | Люсьен Мишар    | Матиас Энгель |
| Гонка за лидером | Жорж Паяр   | Вальтер Савалль | Эрих Меллер   |

Любители
| Дисциплина | Золото         | Серебро    | Бронза       |
| Спринт     | Альберт Рихтер | Нино Моццо | Франц Дусика |